# Francesco Gramignani Arezzi

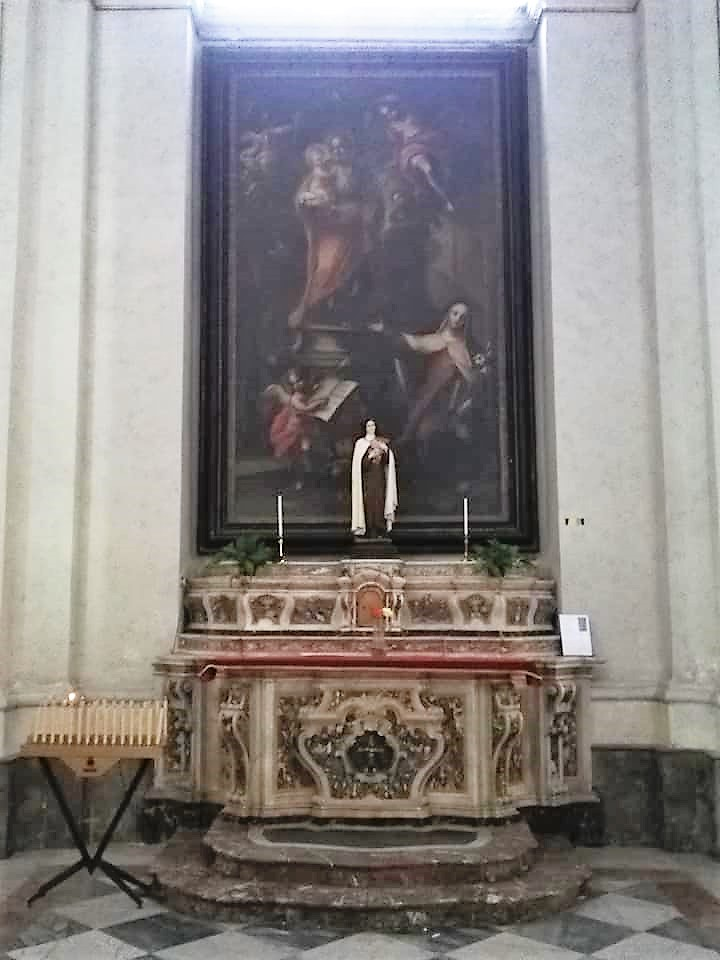
San Giuseppe pregato da Santa Teresa di Gesù, basilica santuario di Maria Santissima Annunziata del Carmine di Catania.

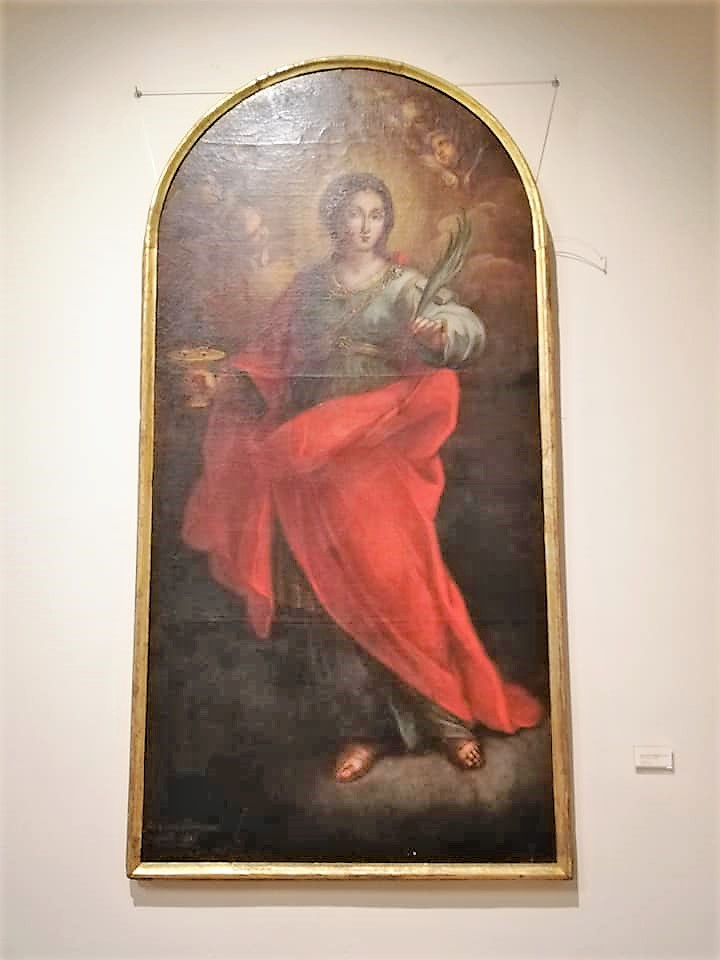
Santa Lucia, Museo diocesano di Catania.

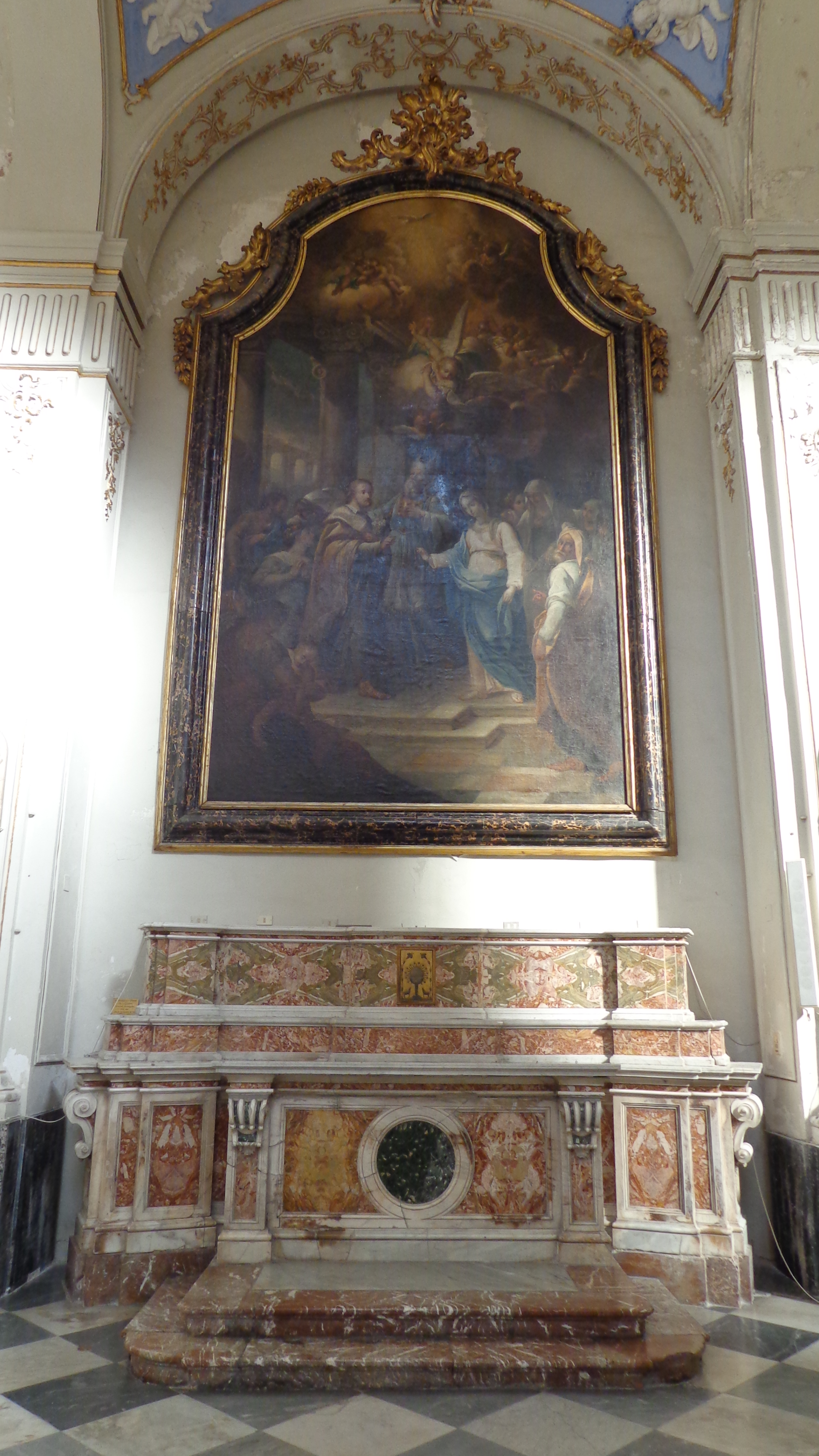
Sposalizio di Maria e di Giuseppe, chiesa di San Francesco d'Assisi all'Immacolata di Catania.

Francesco Gramignani Arezzi (Palermo, 1700 – ...) è stato un pittore italiano, del tardo barocco palermitano.

## Biografia
Dopo un periodo di formazione presso Sebastiano Conca a Roma, verso il 1745 si trasferì a Catania portando con sé il figlio primogenito Antonio Mario, che poi divenne sacerdote e fu allievo di Olivio Sozzi.

## Opere

### Catania e provincia

#### Catania
- Basilica collegiata di Maria Santissima dell'Elemosina:
  - 1770, Martirio di Sant'Agata, pala, altare eponimo;
  - 1778, Visione di San Vincenzo dei Paoli, pala d'altare.
- 1782, San Giuseppe pregato da Santa Teresa di Gesù, olio su tela, opera custodita nella basilica santuario di Maria Santissima Annunziata del Carmine.
- 1784, Santa Lucia, olio su tela, opera custodita nel Museo diocesano.
- XVIII secolo, Sposalizio di Maria e di Giuseppe, pala d'altare, opera custodita nella Cappella di San Giuseppe, chiesa di San Francesco d'Assisi all'Immacolata.
- XVIII secolo, Resurrezione di Lazzaro, olio su tela, opera custodita nell'ospedaliera chiesa di Santa Marta in salita Montevergine del quartiere Antico Corso.

### Palermo e provincia
- XVIII secolo, Madonna del Rosario in Rollo delli confrati di Santa Zita, miniatura su pergamena, Archivio Storico Diocesano, già Oratorio del Santissimo Rosario in Santa Cita di Palermo.

### Siracusa e provincia
Carlentini 
- XVIII secolo, Ciclo di pitture documentato nel duomo dell'Immacolata Concezione di Carlentini.

 Lentini 
- 1760, Nascita della Vergine, dipinto realizzato per la chiesa di San Luca.
- XVIII secolo, Madonna con Sant'Antonio, dipinto custodito nel duomo di Santa Maria la Cava e Sant'Alfio.

 Melilli 
- Basilica di San Sebastiano:
  - 1761, Gesú che scaccia i profanatori dal tèmpio;
  - 1761, Ciclo di dipinti raffiguranti Episodi della vita di Mosè.

- Duomo di San Nicola:[1]
  - 1768, San Gaetano con il Crocifisso, olio su tela;
  - 1768, Maria Santissima del Rosario raffigurata con Santa Caterina da Siena e San Domenico, olio su tela;
  - 1768, Santi Pietro e Paolo, olio su tela;
  - 1768, San Benedetto raffigurato con San Mauro e San Placido, olio su tela;
  - 1769, Sant'Antonio di Padova che predica ai pesci, olio su tela;
  - 1769, Immacolata Concezione tra San Carlo Borromeo e San Francesco di Sales, olio su tela;
  - 1768, Madonna della Purità con il Bambino raffigurata con San Filippo Neri e le Anime Purganti, olio su tela, opera documentata nella primitiva cappella;
  - 1769, Gloria di San Nicola, quadrone presso l'altare maggiore.